# 肯彭 (地区)

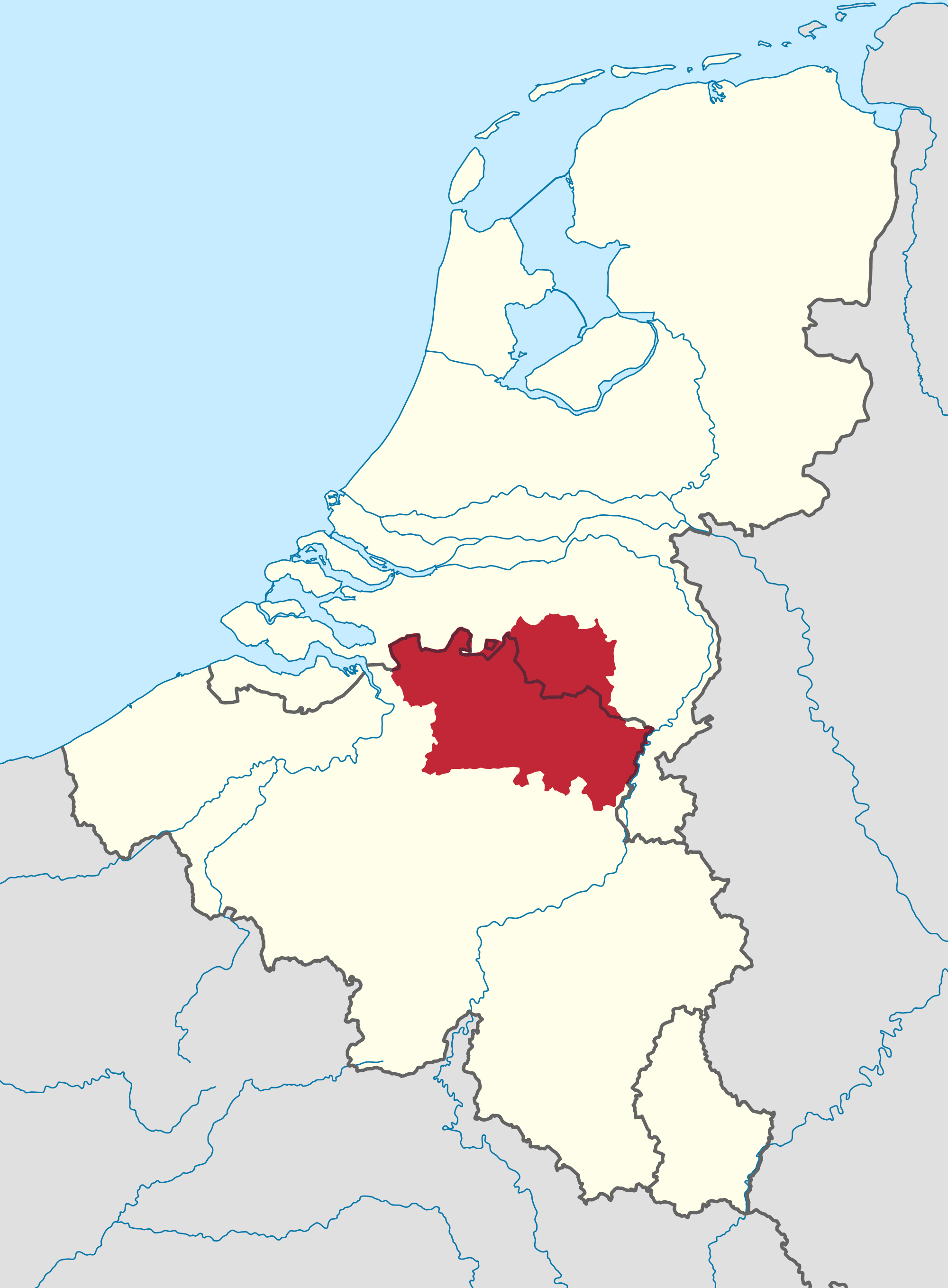
肯彭地区在比利时和荷兰的位置

肯彭（荷蘭語：Kempen，發音：[ˈkɛmpə(n)] ⓘ，旧称肯彭兰 (Kempenland) 或托克桑德里耶 ()，發音：[kɑ̃pin] ⓘ）是一个自然区域，主要包括比利时东北部和荷兰东南部的部分地区，曾经主要由广阔的高沼地、多沙荒地和湿地组成。 

## 词源
该地区名称来自拉丁语词汇“Campinia”或“Campina”，意为“开阔的平原”。在古罗马时代晚期，该地区被命名为“托克桑德里耶”（Toxandrië）。 

## 位置

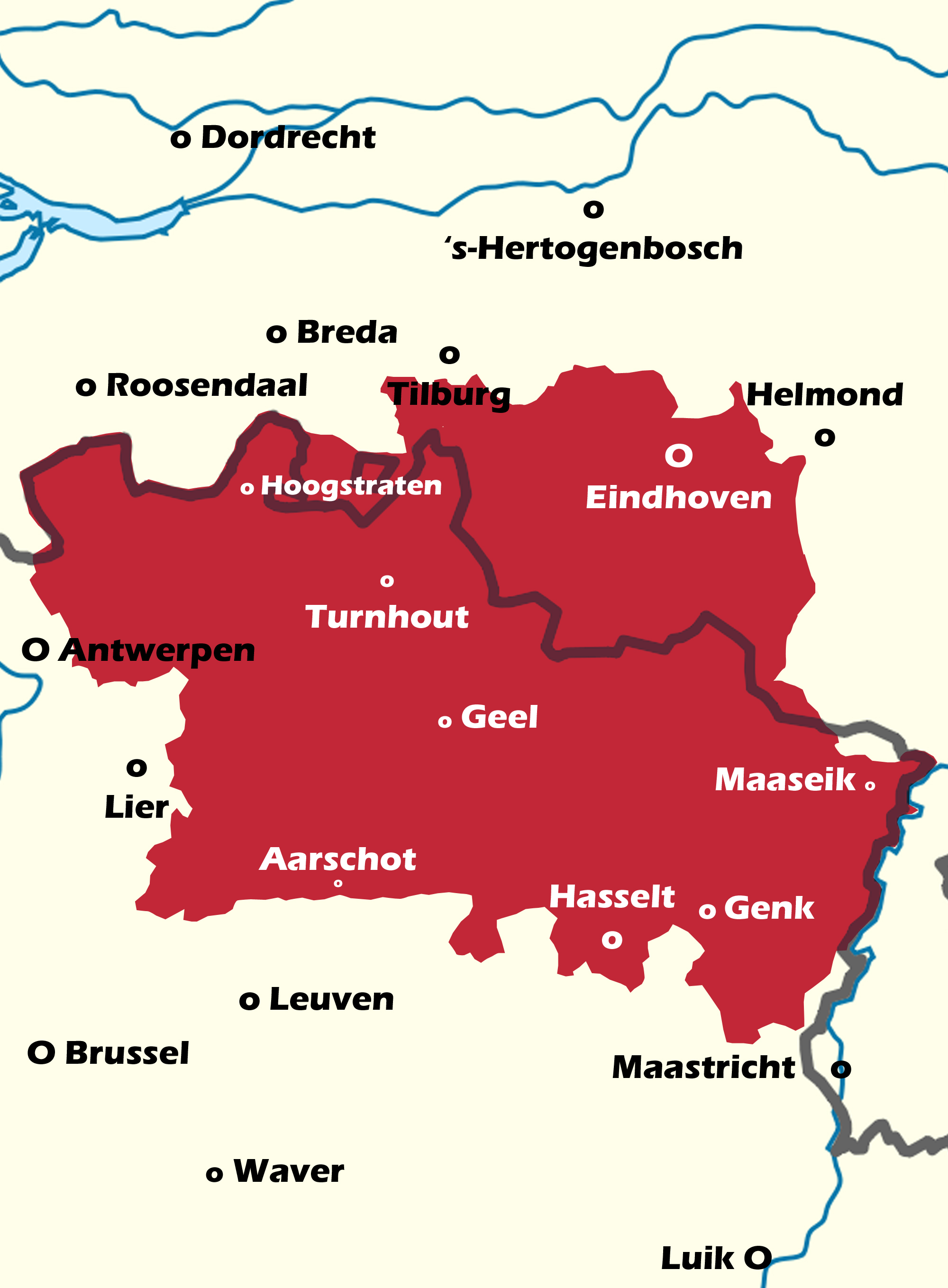
肯彭的简要地图

该地包含比利时安特卫普省北部的大部分地区和东部及临近的比利时林堡省的部分地区、荷兰北布拉班特省（埃因霍温西南部）以及荷兰林堡省韦尔特附近地区。       

### 书目
- Bijsterveld, Arnoud-Jan A.; Toorians, Lauran. . Rural Riches & Royal Rags?: Studies on Medieval and Modern Archaeology, Presented to Frans Theuws (SPA-Uitgevers). 2018: 34–42  [2023-07-20]. （原始内容存档于2023-04-26） （英语）.